# Orthogonia serana
Orthogonia serana là một loài bướm đêm trong họ Noctuidae.